# San Isidro (distrikt)
San Isidro (distrito de San Isidro) är ett av 43 distrikt som utgör provinsen Lima, beläget i departementet med samma namn, i Peru. Det gränsar i norr till distrikten Jesús María, Lince och La Victoria; i öster till San Borja; i söder till Surquillo och Miraflores; och i väster till Stilla havet och Magdalena del Mar.
Befolkningen uppgår till 71 039 invånare (2023). San Isidro är ett av de tre dyraste områdena vad gäller bostäder och mark. San Isidro är det finansiella centrat för Lima med hög aktivitet inom handels- och tjänsteföretag.

## Finansiellt centra
San Isidro är Limas finansiella distrikt, vilket hyser huvudkontor för de största bankerna i landet som Banco de Crédito del Perú, Banco de la Nación, Banco Continental, MiBanco, HSBC, Citibank, Banco Interamericano de Finanzas, Banco Pichincha, Banco de Comercio, Banco GNB och Scotiabank. 
Distriktet är också säte för de största försäkringsbolagen, som Rimac Seguros, Mapfre Perú, Interseguro, Pacífico Seguros och La Positiva.
Även andra affärsföretag och konsultföretag har sina huvudkontor i San Isidro, bland vilka märks Entel, Falabella, Claro, BDO Consulting & Outsourcing, Ernst & Young, McKinsey & Company, Boston Consulting Group, KPMG, GSK, Banco Falabella, Compañía de Minas Buenaventura, Anglo American, Petroperú, Bristol Myers Squibb, Tottus, Boehringer Ingelheim, Ripley, 3M, Brahma, Novartis, PriceWaterhouseCoopers, Deloitte.
Andra institutioner, som CONFIEP, Corporación Financiera Internacional och COFIDE, har också etablerat sig i området.